# Władysław Czachorski
Władysław Czachorski (Lublin, 1850. szeptember 22. – München, 1911. január 13.) lengyel akadémista stílusú festő.

## Élete
A Lublin közeli Grabowczykban született. 1866-ban a varsói képzőművészeti iskolába járt, ahol Rafał Hadziewicz volt a tanára. Ezután egy évet a Drezdai Képzőművészeti Akadémián töltött, majd onnan a Müncheni Képzőművészeti Akadémiára került (1869–1873). Ugyanebben az időben itt tanultak: Hermann Anschütz, Karl von Piloty és Alexander Wagner. Münchenből Magna Cum Laude-ot (nagy ezüstérmet) kapott, majd a diploma megszerzése után Franciaországba, Olaszországba és Lengyelországba utazott.
Tagja volt a Berlini Akadémiának, és nemzetközi kiállítások szervezője és ítésze is volt. 1893-ban a Szent Mihály-renddel tüntették ki. Ezen kívül számos művészeti kiállítása volt Lengyelországban: Krakkóban, Varsóban és Łódźban. Lembergben, az osztrák Galícia fővárosában is kiállított. 1911-ben Münchenben bekövetkezett halála után posztumusz kiállítást rendeztek a varsói Zachęta Képzőművészeti Társaságban.
Főleg zsánerjeleneteket, portrékat és csendéleteket, valamint Shakespeare-drámák alapján festett a holland Gerard Terborch stílusában. Festészete nem követte a kortárs irányzatok hatását, fotográfiai precizitás jellemezte. Néhány különösen sikeres képet többször is megismételt kisebb változtatásokkal. A műkritikusok művei banalitása miatt vádolták.
Festményei Lengyelország összes híresebb és nagyobb múzeumában megtalálhatók. A művei magángyűjteményekben is számos országban fellelhetők, köztük Németországban (Bréma), Angliában és az Egyesült Államokban. Olyan külföldi múzeumokban is megtalálhatóak, mint az ukrajnai Lviv és a mexikóvárosi Academia de San Carlos.

## Képgaléria

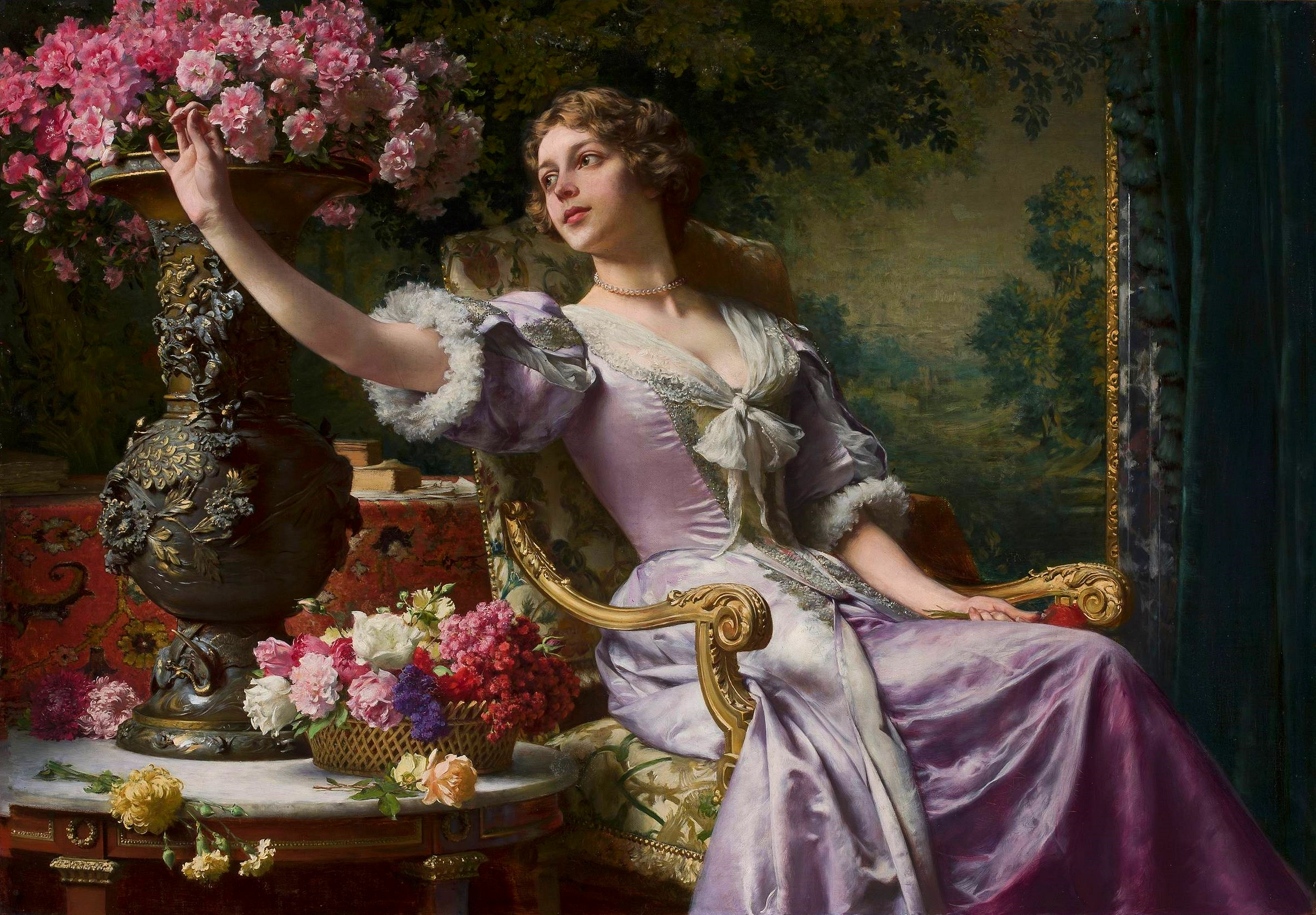
Lila ruhás hölgy (1903)
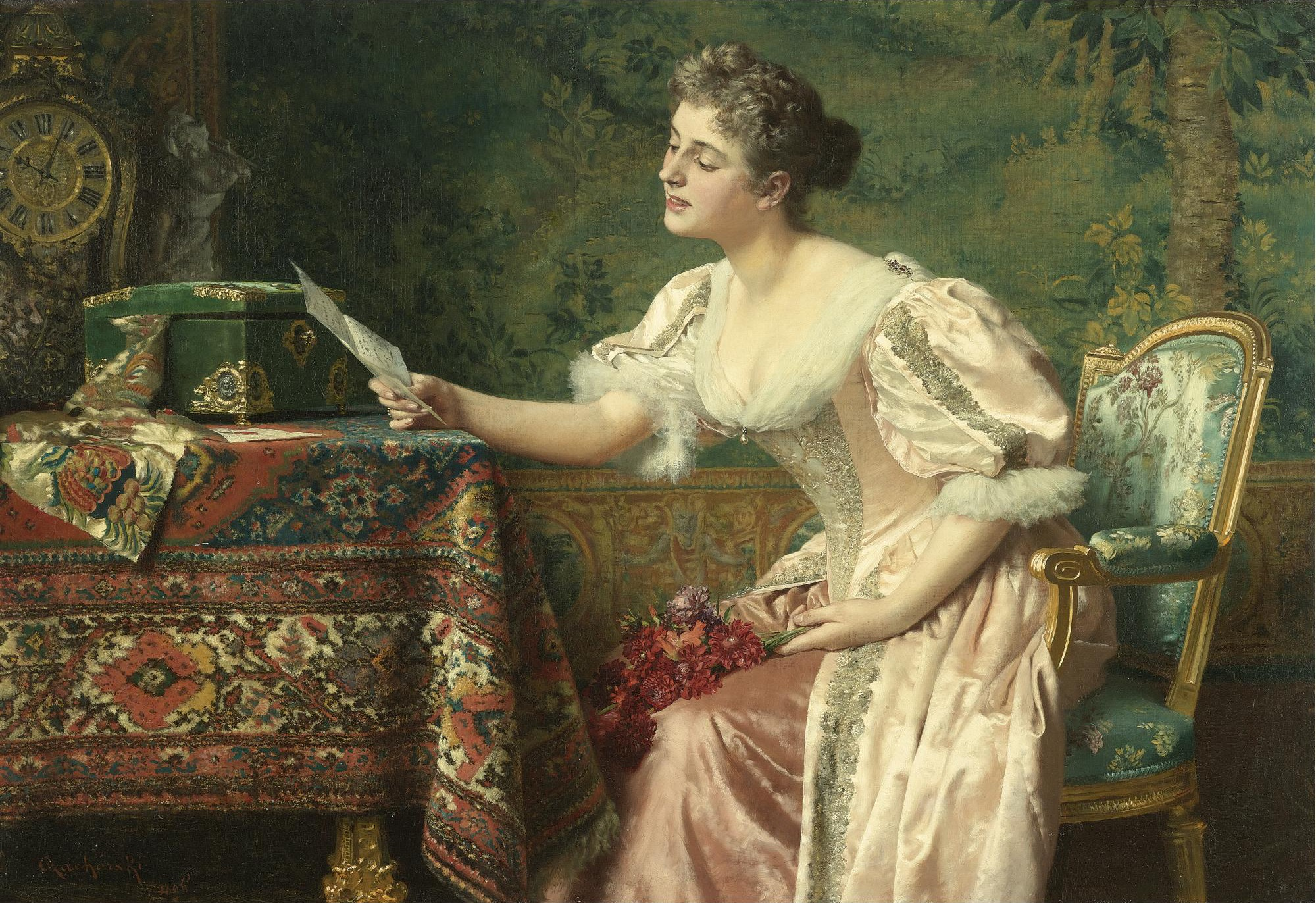
A levél (1896)
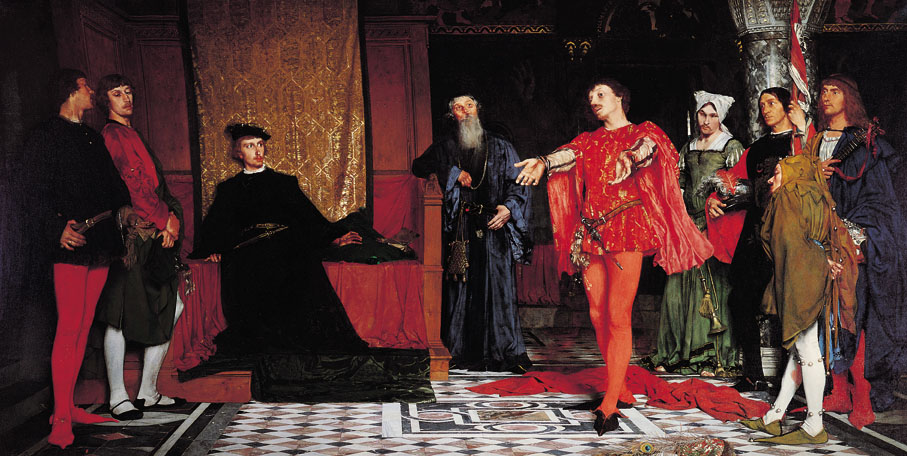
Hamlet fogadja a színészeket (1875)
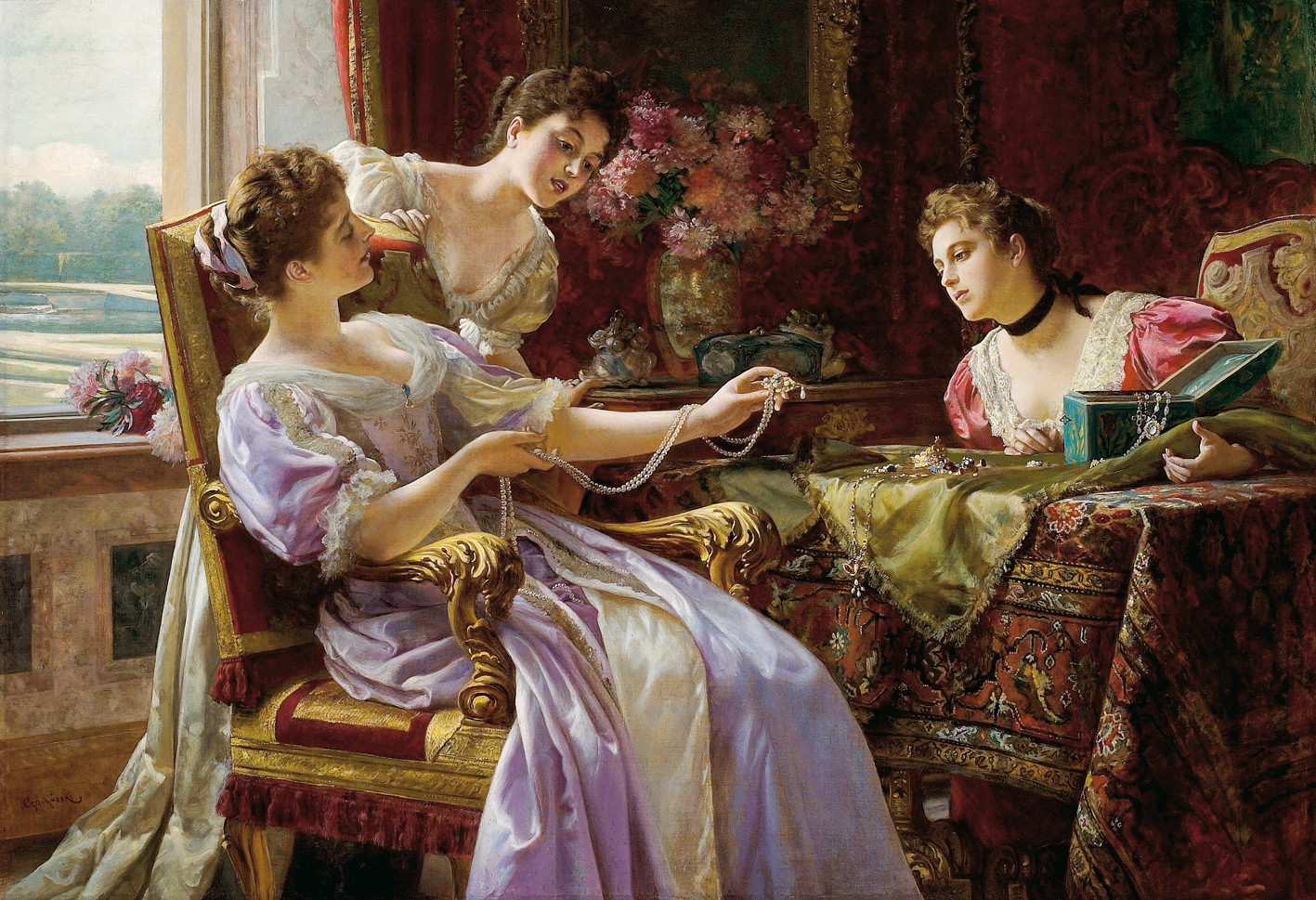
A kincses doboz

## Fordítás
- Ez a szócikk részben vagy egészben  a   Władysław Czachórski című angol Wikipédia-szócikk ezen változatának fordításán alapul.  Az eredeti cikk szerkesztőit annak laptörténete sorolja fel. Ez a jelzés csupán a megfogalmazás eredetét és a szerzői jogokat jelzi, nem szolgál a cikkben szereplő információk forrásmegjelöléseként.